# ナツヴィレール
ナツヴィレール （Natzwiller、ドイツ語:Natzweiler）は、フランス、グラン・テスト地域圏、バ＝ラン県のコミューン。繊維産業のかつての繁栄を物語る古い工場が残る。

## 地理
ナツヴィレールはブリュシュ川の支流であるロテーヌ川谷に位置する。このロテーヌ川谷は右岸が急流であることで知られる。急な斜面であるため大規模な工業施設を設置することができず、小さな工場が河川のほとりにつくられた。

## 歴史
中世から17世紀まで、この地はバレンバッハ教区に属していた。そこには聖オディール山への巡礼に関連した小さな礼拝堂や農場があるだけであった。1502年、礼拝堂は巡礼者の守護聖人聖ルーデンの庇護のもとにあったと伝えられている。現在の守護聖人は聖ジュネである。古い文献では、集落の名は1491年にSant Ludelin、1672年にはSt. Lüdwigであった。しかし1625年にはNasvil、1666年にはNessweÿlerとなっている。
三十年戦争によって完全に過疎の集落となると、18世紀中に再び村となった。これは近くのロタウの製鉄所がドイツ語を話すカトリック教徒の鉱山労働者を抱えていたための恩恵である。ロテーヌ川の反対側はプロテスタントでラテン系の言語を話していた。
ナツヴィレールの名はホロコーストと結びついている。フランス領内に唯一となるナチス・ドイツの強制収容所がナツヴィレールを見下ろすストリュトフ地区にできたからである。外国語を話す者はこのナッツヴァイラー強制収容所へ送られた。

## 人口統計
| 1962年 | 1968年 | 1975年 | 1982年 | 1990年 | 1999年 | 2006年 | 2007年 |
| ------ | ------ | ------ | ------ | ------ | ------ | ------ | ------ |
| 763    | 776    | 702    | 658    | 634    | 624    | 599    | 613    |

参照元:INSEE